# Tamsin Omond
Tamsin Omond (19 de noviembre de 1984) es una personalidad de la escritura, activista ambiental y periodista de Reino Unido. Ha hecho campaña para que el gobierno del Reino Unido tome medidas para evitar el cambio climático provocado por el ser humano. En 2009, Omond se incluyó en la lista "Top 30 Power Players Under-30" del periódico The Sunday Times.

## Trayectoria
Después de completar su educación secundaria en la Westminster School, Omond se graduó en el Trinity College en Cambridge, y obtuvo también un Master en Ecología y Justicia social en The Open University. Su abuelo es Sir Thomas Lees, un barón inglés.
En 2009, Omond publicó el libro Rush!: The Making of a Climate Activist. Ha escrito además artículos sobre cristianismo, cambio climático y derechos humanos que han sido publicados en Church Times, The Ecologist, The Guardian, Evening Standard y The Mail on Sunday.
Omond originalmente hizo campaña como miembro del grupo activista Plane Stupid, aunque ya no es parte de ese grupo. También ha fundado el grupo activista Climate Rush. Han organizado una serie de protestas de alto nivel, incluida la escalada al techo de la Cámara de los Comunes para protestar contra la aviación, por lo que fueron arrestados y rescatados con el compromiso de no volver a acceder al Parlamento. En octubre de 2008, incumplieron esta condición al organizar una carrera de 500 personas contra el Parlamento del Reino Unido. Esto provocó que se les volviera a detener y se les amenazara con penas de prisión por incumplimiento de la libertad bajo fianza. En lugar de ello, fueron rescatados con un aumento de las condiciones de la fianza para prohibirles acercarse a menos de un kilómetro del Parlamento. También ha organizado protestas contra la ampliación del aeropuerto de Londres-Heathrow, y más tarde se unió al Partido Verde de Inglaterra y Gales.
Omond explica que todas estas acciones están inspiradas en las sufragistas, que habían usado la acción directa para conseguir que las mujeres pudieran votar en el Reino Unido a principios del siglo XX. De hecho, se llegó a vestir como una sufragista para participar en una protesta sobre el uso de los coches dirigida contra el automovilista y periodista especializado en automovilismo Jeremy Clarkson. Por todo ello, se ha realizado una película independiente sobre la conexión de Omond con las técnicas de campaña del movimiento del sufragio femenino.

## Política
Omond se presentó a las listas de las elecciones generales del Reino Unido en 2010 en la recién creada circunscripción de Hampstead y Kilburn. Creó un nuevo partido independiente, The Commons, y se propuso involucrar a los jóvenes en las elecciones y promover la sostenibilidad a nivel local. También recibió elogios del periodista Giles Coren. Consiguieron 123 votos (0.2% del total de votos emitidos).
En 2015, volvió a presentarse a las elecciones generales de 2015 en el distrito electoral de East Ham por el Partido Verde de Inglaterra y Gales y quedó en cuarto lugar, por delante del candidato demócrata liberal, habiendo logrado el 2.5% de los votos.

## Reconocimientos
En 2009, Omond entró en el "Top 30 Power Players Under-30" elaborado por el periódico The Sunday Times. Ese mismo año, también se incluyó en el puesto 56 de la "Pink List" del Independent on Sunday's, una lista de las 101 personas homosexuales más influyentes de Gran Bretaña.

## Obra
- 2009 – Rush!: The Making of a Climate Activist. Marion Boyars Publishers Ltd. ISBN 978-0714531465.